# Grigorij Butenko
Grigorij Prokofjewicz Butenko (ros. Григорий Прокофьевич Бутенко, ukr. Григорій Прокопович Бутенко; ur. 30 stycznia?/12 lutego 1904 we wsi Diaczkowka w guberni charkowskiej, zm. 9 stycznia 1977 w Kijowie) – radziecki działacz partyjny i państwowy, wicepremier Ukraińskiej SRR (1956–1968).

## Życiorys
Od 1928 należał do WKP(b), od 1929 kierował rejonowym oddziałem rolniczym w Ukraińskiej SRR, później był dyrektorem stacji maszynowo-traktorowej w obwodzie charkowskim i do 1938 był przewodniczącym komitetu wykonawczego rady rejonowej w obwodzie charkowskim. Od 1938 do stycznia 1940 był przewodniczącym Komitetu Wykonawczego Charkowskiej Rady Obwodowej i jednocześnie od 18 czerwca 1938 do 13 maja 1940 zastępcą członka KC KP(b)U, od 3 stycznia 1940 do 10 lutego 1947 pełnił funkcję ludowego komisarza/ministra rolnictwa Ukraińskiej SRR i jednocześnie od 17 maja 1940 do 23 września 1952 był członkiem KC KP(b)U. Od 10 lutego 1947 do stycznia 1949 był ministrem gospodarki rolnej Ukraińskiej SRR, a w latach 1949–1953 ministrem przemysłu mięsnego i mleczarskiego Ukraińskiej SRR, od 27 września 1952 do 17 stycznia 1956 był zastępcą członka KC KP(b)U/KPU, w latach 1954–1956 pełnił funkcję pełnomocnika Ministra Zapasów ZSRR na Ukraińską SRR. Od 21 stycznia 1956 do 17 marca 1971 wchodził w skład KC KPU jako członek, od czerwca do 2 sierpnia 1956 był ministrem produktów zbożowych Ukraińskiej SRR, a od 2 sierpnia 1956 do 12 czerwca 1968 zastępcą przewodniczącego Rady Ministrów Ukraińskiej SRR, następnie przeszedł na emeryturę. Był odznaczony trzema Orderami Lenina. Pełnił mandat deputowanego do Rady Najwyższej ZSRR 6 kadencji.